# 347e régiment d'infanterie
Le 347e régiment d'infanterie (347e RI) est un régiment d'infanterie de l'armée de terre française constitué en 1914 avec les bataillons de réserve du 147e régiment d'infanterie.
À la mobilisation, chaque régiment d'active crée un régiment de réserve dont le numéro est le sien plus 200.

## Création et différentes dénominations
- 6 août 1914 : 347e Régiment d'Infanterie.
- 22 juin 1916 :  dissolution en raison des pertes subies lors de la bataille de Verdun.

## Chefs de corps
- août 1914 : lieutenant-colonel Claudon
- Lieutenant-colonel Adalbert Hébert, tué le 8 janvier 1915.
- Lieutenant-colonel de Lamirault, tué en juin 1916.

## Historique des garnisons, combats et batailles du347eRI

### Première Guerre mondiale

#### Affectation
Le régiment fait partie de la 103e brigade de la 52e division d'Infanterie, du 11e corps d'armée de la 2e région militaire, d'août 1914 à juin 1916, date de sa dissolution ;
- En 1914, il est constitué de 2 bataillons, le 5e (17e, 18e, 19e et 20e compagnies) et le 6e (21e, 22e, 23e et 24e compagnies) représentant 41 officiers, 2 164 sous-officiers et hommes de troupe et 126 chevaux.
- Le 17 juin 1916, les 966 hommes (13 officiers, 89 sous-officiers et 864 hommes de troupe) restant du 347e RI forment un bataillon de marche.
- Le 22 juin 1916, le 347e régiment d'infanterie est dissous.

#### 1914
- Du 6 au 10 août 1914 constitution à Sedan dans le département des Ardennes.

- Le 7 août, en pleine période de mobilisation, le 347e régiment d'infanterie reçoit l'ordre d'assurer la garde des points de passage sur la Meuse entre Remilly-Aillicourt et Donchery.
- Le 8 août, le régiment tient également des postes à Daigny, Illy, Olly et Corbion sur le chemin de fer de Bouillon.
- Le 10 août, le régiment quitte Sedan et cantonne à La Francheville, Warnécourt et Évigny.
- Le 11 août, le 347e arrive au point de concentration de la 52e division et de la 103e brigade à Renwez et cantonne à Clavy-Warby,

#### 1915
Le 347e est au Linguet, à la sortie Nord-Est de Reims, sur la route de Witry-les-Reims. Mort du lieutenant-colonel Hébert, commandant le régiment le 8 janvier. Il se rendait en premières lignes à la suite de l'attaque de la veille au soir, sous son commandement, avec plusieurs unités de la 52e division d'infanterie.

#### 1916
- Le 1er juin, le régiment embarque à Épernay et arrive par train à Bettancourt-la-Longue en soirée, qu'il quitte le 3 juin et, passant par Vroil, Nettancourt, Auzécourt, Laheycourt et Villotte-devant-Louppy, il arrive au soir à Lisle-en-Barrois.
- Le 4 juin, le régiment est mis à la disposition du général Lebrun[2] commandant le groupe de divisions du secteur de Dugny-sur-Meuse. Il embarque sur automobile, à Lisle-en-Barrois et passant par la Voie sacrée il traverse Rembercourt-aux-Pots, Chaumont-sur-Aire, Issoncourt, Heippes, Souilly et Ancemont il atteint Dugny-sur-Meuse : le 5e bataillon en début d'après midi et le 6e à 21 h. À 18 h 30 le 5e bataillon est envoyé pour relever de leurs positions trois sections du 75e RI et 1 compagnie du 119e RI situées dans le secteur du bois de Fleury et la ferme de Thiaumont.
- Le 5 juin, placé entre le 348e RI à sa droite et le 293e RI à sa gauche le 5e bataillon subit toute la journée un violent bombardement. Les soldats se terrent dans les trous d'obus qui leur servent de tranchées. Les tranchées indiquées sur les croquis du dossiers du secteur n'existent pas. Ce sont de simples trous d'obus que les occupants organisent difficilement sous les bombardements. En fin de journée il est rejoint par le 6e bataillon. Le régiment perd 8 tués, 31 blessés et 1 disparu, soit 40 hommes[3].
- 6 juin : durant la nuit, le 5e bataillon continue de réunir entre eux les trous d'obus qui lui servent de tranchées. Nouveau bombardement assez violent tout au long de la journée. Les liaisons téléphoniques sont constamment coupées par les bombardements. Le régiment perd 15 blessés[3].
- Le 7 juin, tout au long de la nuit l'artillerie allemande bombarde, avec des petits calibres, qui bouleversent les travaux effectués par le 347e RI. À 6 h, commence un bombardement violent et continu de la 1re ligne et du poste de commandement du 347e avec des obus de 105, 150 et 210 mm. Les communications entre le chef de bataillon et les commandants de compagnies ainsi qu'entre le lieutenant-colonel et le chef de bataillon sont presque impossibles. Toute la journée ce bombardement ininterrompu continue avec la même violence. Malgré ce déluge de feu, le régiment arrête les mouvements de plusieurs groupes ennemis qui progressent sur les pentes du fort de Douaumont. Le régiment perd 12 tués, 46 blessés et 1 disparu soit 59 hommes[3].
- Le 8 juin, pendant toute la nuit le bombardement violent de la 1re ligne, de l'abri cote 320 et du terrain entre cet abri et Fleury continue. Par suite de l'extrême violence du bombardement, le 5e bataillon se trouve dans une situation très difficile. Le travail d'organisation est devenu impossible, le terrain est complètement bouleversé, un grand nombre d'hommes sont blessés, beaucoup de fusils sont détériorés et hors d'usage. Les communications entre le lieutenant-colonel et la 1re ligne ne peuvent plus être établies :
  - à 6 h, le bivouac de Fleury est bombardé avec des obus lacrymogènes ;
  - à 9 h, malgré un tir de barrage de l'artillerie française sur la ferme de Thiaumont, une attaque de plusieurs Allemands partant du fort de Douaumont est lancée. Vers le bois de la Caillette, les tirs de barrage français et allemands donnent l'indice d'une attaque ennemie ;
  - à 9 h 45, le bombardement continue avec une extrême violence ;
  - à 10 h, le lieutenant-colonel envoie des coureurs au 5e bataillon pour obtenir des renseignements sur la situation ;
  - à 11 h, de nouveaux coureurs sont envoyés entre le poste de commandement et la première ligne ;
  - à midi, le bombardement toujours aussi violent bouleverse le terrain de l'abri 320 et de ses abords ;
  - à 12 h 30, le lieutenant-colonel du 347e informe le colonel de la 103e brigade que malgré les diverses tentatives, il n'a obtenu aucune nouvelle des bataillons des 347e et 348e RI positionnés en 1re ligne et que tout envoi de nouveaux coureurs est impossible en raison des tirs de barrage intenses dirigés sur l'abri 320 ;
  - à 14 h 15, le lieutenant-colonel reçoit l'ordre, du colonel de la 103e brigade de se rendre compte si la ferme de Thiaumont est réellement aux mains des Allemands et dans ce cas de la reprendre à tout prix. Un sous-officier est envoyé en reconnaissance avec mission de rapporter ce renseignement ;
  - à 14 h 30, le bombardement allemand atteint une violence inouïe. Ordre est donné au 6e bataillon du 347e de se préparer à contre-attaquer sur la ferme de Thiaumont ;
  - à 15 h, le bombardement fait écrouler une cheminée d'aération de la redoute de la cote 320. Les décombres ensevelissent plusieurs blessés, médecins et infirmiers. La reconnaissance du sous-officier envoyé en reconnaissance sur la ferme de Thiaumont, n'ayant pas eu de résultat, un officier accompagné de deux pionniers reçoivent la même mission ;
  - à 16 h, une vive fusillade éclate à proximité de la cote 320 ; ce sont les troupes allemandes qui attaquent la position par le nord et par l'est. Le lieutenant-colonel suivi de ses troupes sort baïonnette au canon et occupe une tranchée mais il est grièvement blessé. La défense de la redoute s'organise en trois groupes, sous le bombardement toujours aussi violent. Les défenseurs dirigent un feu de mousqueterie et de mitrailleuses violent contre les fantassins allemands qui tentent de progresser ;
  - à 17 h, la 24e compagnie et un peloton de la 23e reçoivent l'ordre de se porter vers la voie ferrée située au nord-ouest de Fleury pour s'opposer et refouler une attaque allemande ;
  - à 17 h 30, les 22e, 23e et 24e compagnies du 6e bataillon se portent sur la ferme de Thiaumont où elles subissent un tir de barrage violent ;
  - à 18 h 30, l'avance des troupes allemandes vers la redoute 320 est enrayée ;
  - à 19 h 30, des mouvements de troupes allemandes sont aperçus vers Fleury. Le 5e bataillon contre-attaque vers le bois de la Caillette. Le régiment perd 59 tués, 154 blessés et 594 disparus soit 807 hommes[3].
- Le 9 juin, à 4 h du matin, une patrouille de la 24e compagnie, arrive à la ferme de Thiaumont où elle est accueillie par des feux allemands.
  - à 6 h 40, la liaison est établie à gauche avec le 403e régiment d'infanterie et à droite avec le 291e régiment d'infanterie. Les positions sont les suivantes : pionniers, téléphonistes, signaleurs, compagnie hors rang (CHR), débris de la 21e compagnie et 4 mitrailleuses à l'abri de la cote 320. Les 22e et 24e compagnies, très diminuées se trouvent à gauche de l'abri et la 23e compagnie est en soutien. Sur la droite de l'abri, 2 compagnies du 291e RI, sans mitrailleuses, sont positionnées le long de la voie ferrée. À gauche de l'abri, 1 section du 403e RI et le 293e RI tiennent la ligne à 300 m environ des lignes ennemies. Le 347e RI reste en soutien lors de la contre-attaque du 320e RI contre le ravin de Chambitoux mais envoie une reconnaissance afin de définir exactement la ligne allemande, située sur la voie ferrée, aux emplacements occupés précédemment par le 348e RI. Cette reconnaissance permet de signaler l'existence d'un vide dans la ligne de défense au-delà du 291e RI. La 23e compagnie commence à se positionner et les éléments français commencent à glisser, vers le trou sous le tir de mitrailleuses allemandes. Un tir de barrage d'artillerie est demandé. Au soir l'abri de la cote 320 est tenu par la CHR avec à sa droite la 23e compagnie et 1 compagnie du 291e RI ; à sa gauche se tiennent les 22e et 24e compagnies et le 293e RI ;
  - à 22 h, le 347e RI est prévenu qu'une partie du régiment sera relevée dans la nuit par le 49e bataillon de chasseurs à pied, mis en réserve au bivouac du bois de Fleury. L'ordre de relève ayant été reçu trop tard, la relève n'a pas lieu. Le régiment perd 13 tués, 24 blessés et 24 disparus soit 61 hommes[3].
- Le 10 juin, durant la nuit, le bombardement sur la cote 320 est continu. Un tir de barrage est demandé en raison du signalement de rassemblement de troupes allemandes à la ferme de Thiaumont :
  - de 20 h à 22 h 30, une partie du 347e RI est relevée par le 49e BCP. Le régiment perd 6 tués, 6 blessés et 10 disparus soit 22 hommes[3].
- Le 11 juin, à 2 h du matin, les éléments du 347e RI arrivent au bivouac du bois de Fleury :
  - à 17 h, ordre no 1101 du colonel Joseph-Jean-Baptiste-Prosper Bernard (1861-1935) commandant la 103e brigade : « le sous-lieutenant Henri Herduin de la 17e compagnie du 347e régiment d'infanterie et le sous-lieutenant Pierre Millant de la 19e compagnie du 347e régiment d'infanterie qui ont quitté le champ de bataille sans ordre, abandonnant la lutte, ont commis un crime. Ils seront fusillés au reçu du présent ordre. » ;
  - à 17 h 30, ordre no 1102 du colonel Joseph-Jean-Baptiste-Prosper Bernard (1861-1935), Saint-Cyr de la Promotion d'Égypte (1881-1883), commandant la 103e brigade : « Les deux officiers doivent être fusillés. Exécution immédiate » ;
  - à 17 h 43, « Conformément aux ordres ci-dessus les sous-lieutenants Herduin et Millant ont été exécutés à 17 h 43. Ils ont eu une conduite et une tenue dignes. Le coup de grâce a été donné à tous les deux »[4]. Le régiment perd 2 morts (les sous-lieutenants Herduin et Millant), 3 blessés et 1 disparu soit 6 hommes[3] .
- Le 12 juin, à 4 h du matin, le bombardement allemand sur le bois de Fleury augmente en violence, il lance sur le bivouac et ses abords de nombreux obus lacrymogènes. L'artillerie française répond avec une égale intensité. À 7 h, le 49e bataillon de chasseurs à pied est attaqué au ravin de la cote 320, le 347e RI est disposé en formation articulée au sud et à l'ouest de La Poudrière : 1 section de la 17e compagnie dans le boqueteau au sud-ouest de la Poudrerie, 1 section de la 23e compagnie dans la corne au nord-est du Bois de Fleury, 1 section de la 23e compagnie dans le ravin de la Poudrerie, 1 compagnie de la CotR (?) dans le boyau longeant la pente sud de la Poudrière à la droite de 2 compagnies du 239e RI. Le bombardement se poursuit toute la matinée, sans discontinuer, avec plusieurs rafales d'obus lacrymogènes.
  - à 12 h 30, le bombardement ralentit des deux côtés ;
  - à 20 h, par crainte d'une attaque le bombardement reprend avec plus de violence. Le 347e RI qui devait retourner à l'arrière, aux casernes Bévaux à Verdun, reçoit l'ordre de bivouaquer dans le bois de Fleury, pour être prêt à toute éventualité ;
  - à minuit, le 347e RI reçoit l'ordre de se diriger aux casernes Bévaux à Verdun. Le régiment perd 7 tués, 14 blessés et 3 disparus soit 24 hommes[3].

Du 4 au 12 juin 1916, le 347e régiment d'infanterie a perdu 1027 hommes : 39 officiers (3 tués, 2 officiers exécutés, 19 blessés et 15 disparus) et 987 hommes de troupe (102 tués, 266 blessés et 619 disparus), l'effectif restant est de 966 hommes (13 officiers, 89 sous-officiers et 864 hommes de troupe).
- Le 13 juin, après avoir quitté le bivouac du bois de Fleury, le régiment cantonne à Verdun aux casernes Bévaux puis Anthouard. Il reste stationné dans cette dernière caserne jusqu'au 18 juin.
- Le 18 juin, un régiment de marche est formé avec les restes du 347e régiment, sous le commandement du lieutenant-colonel Selva commandant le 348e RI.
- Du 19 au 22 juin, le régiment fournit, chaque jour, 2 compagnies de 100 travailleurs pour le secteur de Souville-Tavannes.
- Le 22 juin, le 347e régiment d'infanterie est dissous. Une partie de son matériel et quelques spécialistes sont incorporés au 245e RI et au 320e RI. Ses éléments sont rattachés au 348e RI pour former le 7e bataillon de ce régiment.

## Drapeau
Il porte, cousues en lettres d'or dans ses plis, les inscriptions suivantes :
- Saint-Gond 1914
- Verdun 1916

## Personnalités ayant servi au347eRI
- René Thorel, écrivain, capitaine à la 24e compagnie du 347e régiment d'infanterie, tué à Douaumont le 8 juin 1916. Son nom est inscrit au Panthéon parmi les 560 écrivains morts au combat pendant la Première Guerre mondiale.

## Sources et bibliographie
- Historique du 347e régiment d'infanterie : à la mémoire du lieutenant-colonel Hebert, Nancy, Berger-Levrault, 47 p., lire en ligne sur Gallica.